# Birane Mamadou Wane
Birane Mamadou Wane est un homme politique mauritanien, ministre des Affaires étrangères et du Plan de 1966 à 1968.

## Biographie
Wane Birane Mamadou est originaire de la partie mauritanienne du Fouta-Toro, plus précisément de la région de Brakna. Il est le frère cadet d'Ibra Mamadou Wane, ministre de l'Éducation nationale et de la Culture du Sénégal de 1962 à 1966, puis ministre de l'Énergie et de l'Hydraulique de ce même pays de 1966 à 1968,,. 
Avant sa nomination au poste de ministre des Affaires étrangères, il officie comme ministre du Développement et directeur de cabinet du ministre de la Construction, des Travaux publics et des Transports, Yahya Ould Menkouss. 
Il est nommé ministre des Affaires étrangères et du Plan par le décret no 148 du 8 octobre 1966. 
Du 11 au 17 février 1967, il effectue une visite diplomatique en Chine. Il est reçu à l'aéroport de Pékin par son homologue Chen Yi et le vice-ministre des Affaires étrangères Ji Pengfei. Il rencontre par la suite le Premier ministre Zhou Enlai et le président du Parti communiste Mao Zedong (mais pas le président de la république, Liu Shaoqi, chef de file de l'opposition antimaoïste, dont les Mauritaniens n'entendent même pas parler pendant leur séjour). Au cours de sa visite, Wane signe les quatre premiers accords de coopération mauritano-chinois, dont l'accord commercial sino-mauritanien du 16 février 1967,,. Cette visite prépare celle du président Moktar Ould Daddah en octobre de la même année. Birane Mamadou Wane l'accompagne lors de cette dernière et lors de celle en Corée du Nord qui s'ensuit,.  
Du 25 au 30 janvier 1968, il se rend en URSS à l'invitation de son homologue soviétique Andreï Gromyko.
En 1969, il est arrêté et emprisonné pour détournement de fonds publics mais voit sa demande de remise en liberté acceptée l'année suivante. 